# Ritorno a Peyton Place (film)
Ritorno a Peyton Place (Return to Peyton Place) è un film in CinemaScope del 1961 diretto da José Ferrer.
La pellicola è tratta dal romanzo del 1959 di Grace Metalious Ritorno a Peyton Place (Return to Peyton Place) ed è il sequel di I peccatori di Peyton (Peyton Place) del 1957. I protagonisti sono gli stessi ma con interpreti diversi.

## Trama
Allison Mac Kenzie ha scritto un romanzo ambientato nel suo paese, Peyton Place. Dal New England si è trasferita a New York dove un editore crede in lei e l'aiuta a migliorare il suo libro. Ma dopo la pubblicazione e il successo dell'opera la cittadina si sente diffamata per le scabrose storie che ha reso pubbliche, sebbene usando degli pseudonimi. Quasi tutti gli abitanti per questo la criticano e le voltano le spalle.

## Critica
«cast totalmente cambiato... antenato delle soap-opera odierne» *½ 